# Анді Делор
Анді Делор (фр. Andy Delort, нар. 9 жовтня 1991, Сет) — алжирський футболіст французького походження, нападник катарського клубу «Умм-Салаль» і національної збірної Алжиру.
У складі збірної — володар Кубка африканських націй 2019 року.

## Ігрова кар'єра
Вихованець двох клубів Сета: навчався в головному клубі міста «Сет» та меншому «Пуант-Курт».
У дорослому футболі дебютував 2008 року виступами за другу команду клубу «Аяччо», в якій провів один сезон. 
Протягом 2009—2010 років захищав кольори команди клубу «Нім», в якому дебютував у професіональному футболі (Кубок ліги та Ліга 2).
Своєю грою за останню команду знову привернув увагу представників тренерського штабу клубу «Аяччо», до складу якого повернувся 2010 року. Цього разу виступав уже за професіональну команду та відіграв за команду з Аяччо наступні два сезони своєї ігрової кар'єри.
Згодом з 2012 по 2018 рік грав у складі команд клубів «Мец», «Аяччо», «Тур», «Віган Атлетік», «Кан», «УАНЛ Тигрес» та «Тулуза».
До складу клубу «Монпельє» приєднався 2018 року на правах оренди, а з липня 2019 — на постійній основі. Станом на 1 червня 2020 року відіграв за команду з Монпельє 95 матчів в національному чемпіонаті.
28 серпня 2021 року Анді підписав чотирирічний контракт з клубом «Ніцца».
30 січня 2023 на правах оренди виступає за «Нант».

## Виступи за збірні
2011 року залучався до лав юнацької збірної Франції (U-20).
У квітні 2019 року гравець, чия мати походила з Алжиру оголосив про зацікавленість захищати кольори цієї країни на рівні національних збірних. А вже 16 червня того ж року дебютував в офіційних матчах у складі національної збірної Алжиру, вийшовши на заміну за 15 хвилин до завершення товариської гри проти збірної Малі. Відведеного йому ігрового часу Делору вистачило аби відзначитися дебютним голом у формі алжирської збірної.
А вже за декілька днів після дебюту у національній команді поїхав у її складі на Кубок африканських націй 2019. На турнірі взяв участь у п'яти іграх, здебільшого виходячи на заміну наприкінці матчів, а його команда завоювала другий у її історії титул чемпіона Африки.
| Дата       | Місто        | Господарі   | Результат               | Гості   | Турнір                                      | Голи | Примітки |
| ---------- | ------------ | ----------- | ----------------------- | ------- | ------------------------------------------- | ---- | -------- |
| 16-6-2019  | Доха         | Алжир       | 3 – 2                   | Малі    | товариський матч                            | 1    | 75'      |
| 23-6-2019  | Каїр         | Алжир       | 2 – 0                   | Кенія   | Кубок африканських націй 2019 - 1-й етап    | -    | 81'      |
| 27-6-2019  | Каїр         | Сенегал     | 0 – 1                   | Алжир   | Кубок африканських націй 2019 - 1-й етап    | -    | 86'      |
| 1-7-2019   | Каїр         | Танзанія    | 0 – 3                   | Алжир   | Кубок африканських націй 2019 - 1-й етап    | -    |          |
| 7-7-2019   | Каїр         | Алжир       | 3 – 0                   | Гвінея  | Кубок африканських націй 2019 - 1/8 фіналу  | -    | 83'      |
| 11-7-2019  | Суец         | Кот-д'Івуар | 1 – 1 д.ч. (3 – 4 п.п.) | Алжир   | Кубок африканських націй 2019 - чвертьфінал | -    | 120+2'   |
| 18-11-2019 | Габороне     | Ботсвана    | 0 – 1                   | Алжир   | Відбір до Кубка африканських націй 2021     | -    | 80'      |
| 9-10-2020  | Клагенфурт   | Нігерія     | 0 – 1                   | Алжир   | товариський матч                            | -    |          |
| 13-10-2020 | Гаага        | Алжир       | 2 – 2                   | Мексика | товариський матч                            | -    | 76'      |
| 16-11-2020 | Хараре       | Зімбабве    | 2 – 2                   | Алжир   | Відбір до Кубка африканських націй 2021     | 1    | 68'      |
| 2-9-2021   | Бліда        | Алжир       | 8 – 0                   | Джибуті | Відбір до ЧС 2022                           | -    | 61'      |
| 23-9-2022  | Бір-ель-Джір | Алжир       | 1 – 0                   | Гвінея  | товариський матч                            | -    | 74'      |
| 27-9-2022  | Бір-ель-Джір | Алжир       | 2 – 1                   | Нігерія | товариський матч                            | -    | 77'      |
| 23-3-2023  | Алжир        | Алжир       | 2 – 1                   | Нігер   | Відбір до Кубка африканських націй 2023     | -    | 46'      |
| 27-3-2023  | Радес        | Нігер       | 0 – 1                   | Алжир   | Відбір до Кубка африканських націй 2023     | -    | 27' 74'  |
| Усього     |              | Матчів      | 15                      |         | Голів                                       | 2    |          |

## Титули та досягнення
- Чемпіон Мексики (1):

«УАНЛ Тигрес»: Апертура 2016
- Володар Кубка зірок Катару (1):

«Умм-Салаль»: 2023-24
Збірні
- Володар Кубка африканських націй (1):

 Алжир: 2019